# Боал, Аугусту
Аугусту Боа́л (порт. Augusto Boal, 16 марта 1931 — 2 мая 2009) — бразильский театральный режиссёр, писатель и общественный деятель. Основатель «Театра Угнетённых» — театральной формы, ведущей своё происхождение из радикальных направлений в педагогике. На воззрения Боала повлияли марксизм, теология освобождения, эпический театр Брехта и педагогика освобождения Паулу Фрейре.
Боал проработал один срок «вереадором» (членом Городского совета) в Рио-де-Жанейро с 1993 по 1997, где разрабатывал «Законодательный театр».

## Биография

### Юность
Боал родился в Рио-де-Жанейро. Его отец Хосе Аугусту Боал был португальским пекарем, а мать, Альберта Пинто, — домохозяйкой. Боал учился на инженера-химика в Федеральном университете Рио-де-Жанейро. В детстве представлял пародии совместно со своими братьями, но не был вовлечен в театральную жизнь до того как закончил своё университетское образование. Получив степень мастера, он отправился в Нью-Йорк в 1952 году, где поступил в Школу Драматического Искусства в Колумбийском Университете. Среди его преподавателей был также Джон Гасснер, учитель Теннесси Уильямса и Артура Миллера. Гасснер познакомил Боала с техниками Бертольта Брехта, Константина Станиславского и с различными театральными группами, такими как Черный Экспериментальный театр. В 1955 поставил спектакль по двум своим пьесам «Конь и Святой» и «Дом напротив». В 1956, после окончания Школы, Боала пригласили работать в Театр Арена в Сан-Паулу, юго-восток Бразилии.
Боал ставил различные пьесы, в том числе Хосе Ренато, основателя Театра Арена. Здесь он начал экспериментировать с театральной формой, достигая театра, которого еще никогда не существовало в Бразилии. Система Станиславского была не знакома бразильским актерам. Боал адаптировал известные ему методы к социальным условиям в Бразилии. Он занимал левую политическую позицию по отношению к национализму, который был довольно популярен в те годы.

### Театр Арена в Сан-Паулу
Работая в театре «Арена», Боал поставил несколько классических драм, переделав их с учетом бразильских социально-экономические реалий. За свой первый спектакль «О мышах и людях» (по Джону Стейнбеку) он получил приз от Ассоциации художественных критиков Сан-Паулу в 1956 году. В начале 60х популярность Театра Арена стала падать, и, надеясь спастись от банкротства, дирекция начала заказывать пьесы бразильским драматургам. Стратегия оказалась успешной. Боал предложил создать Семинар Драматургии на сцене Театра Арена. Идея была воплощена и стала творческой платформой для многих молодых драматургов. Множество успешных спектаклей были рождены на этом семинаре и сформировали новый репертуар Театра Арена.

### Изгнание
В 1964 в Бразилии произошел государственный переворот, организованный бразильской элитой, церковью и средним классом при поддержке США, где опасались коммунистических идей. Преподавание Боала было поставлено под сомнение, и к нему начали относиться как к угрозе военному режиму. В 1971 году его похитили на улице, арестовали, пытали и выслали в Аргентину, где он оставался 5 лет. В ссылке он опубликовал две книги: «Торквемада» (1971) и самую знаменитую книгу «Театр угнетенных» (1973). «Торквемада» — книга, посвященная систематическому использованию пыток в тюрьмах при великом Инквизиторе Испании Томасе Торквемаде. В книге «Театр Угнетенных» Боал развил театральный метод основанный на «Педагогике угнетенных», книге бразильского педагога Паулу Фрейре, который с которым он впоследствии стал дружен. Его метод (который был использован во многих сообществах по всему миру) заключался в том, чтобы преобразовать аудиторию в активных участников с помощью театрального опыта. Боал утверждает, что традиционный театр деспотичен, поскольку зрители не имеют возможности выразить себя, а сотрудничество между двумя сторонами позволит зрителю исполнить действие, которое является освобождающим. Идеи Фрейре как педагога были также основаны на отторжении отношений подчинения между учеником и учителем. Он выступает за модель образования подразумевающую критику.
Боал работал в Перу с Alfabetización Informaciona (общественная организация против безграмотности), идеи которой включали в себя также и «художественный язык», как один из методов работы. Аугусту Баул начал развивать свой метод как можно дальше от эстетики агит-пропа, сложившейся в его Театре Арена и решил использовать театральный опыт как педагогический инструмент. Наиболее важным для него в тот момент было убрать разделение между актером и зрителем. У него даже появился специальный термин, основанный на игре слов — вместо «spectator» (зритель) — «spect-actor» (спект-актер). Это новое понятие формировало основы его дальнейшей работы. Он увидел, что пассивность зрителя может быть разрушена при помощи нескольких шагов, превращающий зрителя в спект-актёра:
1. Осознание тела (под «телом» понималось одновременно и индивидуальное тело и коллективное «тело» в марксистском смысле).
2. Создание экспрессии тела.
3. Использование театра как языка.
4. Использование театра как высказывания (дискурса).

Прожив в Аргентине, Боал путешествовал по другим странам Южной Америки (Перу и Эквадор) работая с людьми в маленьких и, в основном, бедных сообществах, которые сталкиваются с такими конфликтами как гражданские войны и недостаток внимания государства. Боал придерживался мнения, что угнетенные могут быть освобождены от угнетения. В Перу он практиковал метод форум-театра, в котором зритель заменял актера, чтобы определить решение заданной проблеме, представленной актером (проблема могла быть и реальной для этого сообщества). Боал также прожил в Париже несколько лет, создав несколько Центров Театра Угнетенных, режиссируя спектакли и преподавая в Сорбонне. Боал создал первый фестиваль Театров Угнетенных в 1981 году.

### Снова в Бразилии
После падения военной диктатуры Боал вернулся в Бразилию через 15 лет изгнания. Он основал Центр Театра Угнетенных в Рио-де-Жанейро, задачей которого стало изучение, дискуссии касающиеся гражданства, культуры и различных форм угнетения. Группа Боала работала с несколькими организациями по борьбе за права человека. В 1992 году Боал баллотировался и был избран в Городской Совет Рио-Де-Жанейро. Его поддержкой была его театральная труппа, с которой он быстро развил различные законодательные предложения. Его целью было работать с темами, которые волнуют граждан с помощью театра и обсуждение законов города Рио с людьми на улицах. После превращения зрителя в автора в Театре Угнетенных, Боал инициировал Законодательный театр, в котором голосующие становились законодателями. Боал говорил, что он не создает законы произвольно, наоборот, — он спрашивал людей, чего они хотят. Остальные политики не были в восторге от его идей, только 13 из 40 предложенных им законов были одобрены, пока он занимал свой пост. В 1996 году срок избрания истёк, но он продолжал заниматься Законодательным театром с различными группами в Бразилии, и еще 4 закона были утверждены после его ухода. Боал также работал с заключенными в тюрьмах. Он говорил, что, несмотря на несвободу в пространстве, у них есть огромная свобода во времени, и Театр Угнетенных стремится к созданию различных видов свободы, которые можно себе представить, думать о прошлом, настоящем и создавать будущее вместо того, чтобы ждать.
Сын Аугусту Джулиан работал вместе с отцом и продолжает сейчас его дело в Бразилии и по всему миру.

### Смерть
Аугусту Боал умер 2 мая 2009 в возрасте 78 лет в Рио-Де-Жанейро от лейкемии.

## Влияние
Большинство техник Аугусту Боала были созданы после того как он понял ограниченность дидактического, политически-мотивированного театра среди людей с которыми работал. Он обнаружил, что его попытки вдохновить людей живущих в  бедственных условиях выступить против расизма и классового неравенства были связаны с его собственным классовым неравенством по отношению к этим людям, поскольку он был белым и сравнительно финансово независимым. Его новая техника позволяла идее освобождения возникнуть непосредственно в самой группе.

## Опубликованные работы
- Театр Угнетенных (London: Pluto Press, 1979)
- Игры для Актеров и Не-актеров (London: Routledge, 1992; Second Edition 2002)
- Радуга Желания: Театр и Терапия, метод Боала (London: Routledge, 1995)
- Legislative Theatre: Using Performance to Make Politics. London: Routledge, 1998.
- Hamlet and the Baker’s Son: My Life in Theatre and Politics. London: Routledge, 2001.
- The Aesthetics of the Oppressed. London: Routledge, 2006.

Публикации на русском языке
- Боал А. Джейн Спитфайр. Шпионка и чувственная женщина / пер.: В. Петров ; читает Ю. Мен. — Полная версия. — СПб.: Вира-М, 2007. — (1 электрон. опт. диск (CD-ROM); общее время звучания: 4 ч. 20 мин.; Аудиокнига MP3; Бразильские ночи; Систем. требования: CD, VCD, DVD-аппаратура со встроенным декодером MP3 ; компьютер, оборудованный зв. картой CD, DVD-приводом и проигрывателем MP3).

## Награды и признание
- Офицер ордена Искусств и литературы (Министерство культуры Франции, 1981)
- медаль Пабло Пикассо (ЮНЕСКО, 1994)
- почётный доктор Университета штата Небраска (1996)
- Призом за профессиональные достижения Американской ассоциации театров в Высшем образовании (Чикаго, август 1997)
- премия принца Клауса (2007)
- премия «Пересекая границы за мир и демократию» Дандолкского института технологий (2008)[16].
- номинант на Нобелевскую премию мира (2008)
- «Театральный посол мира» (ЮНЕСКО, март 2009)[17].